# Az óriás (film, 1998)
Az óriás (eredeti cím: The Mighty) 1998-ban bemutatott amerikai filmvígjáték-dráma, amely Rodman Philbrick Freak the Mighty című regényén alapul. Rendezője Peter Chelsom, a forgatókönyvet Charles Leavitt írta. A főbb szerepekben Elden Henson, Kieran Culkin, Sharon Stone és James Gandolfini látható.

## Cselekmény
Max Kane tizennégyéves fiú, aki igen nagydarab, önmaga bevallása szerint Godzilla testalkatát viseli, azonban az iskolában igencsak bukdácsol, alig tud olvasni, ráadásul nem tud barátkozni és egy randalírozó kamaszokból álló banda, a Sintérfiúk állandó gúnyolódásának célpontja. A fiú a nagyszüleivel él egy ikerház egyik felében, Susannal, akit Namának, valamint Eltonnal, akit Napának hív. Nama igyekszik mindig a pozitív gondolkodásra biztatni Maxet, míg Napa inkább arra, hogy minden helyzetben védje meg magát. Egyik nap új szomszédjaik lesznek, Gwen Dillon és kisfia, a Maxszel egykorú Kevin. Kevin Max teljes ellentéte: a Morquio-szindrómában szenved és így csak mankókkal tud járni, azonban nagyon intelligens, kémiai és fizikai tudása igen erős, valamint imádja az irodalmat. Osztálytársak lesznek, és az első közös testnevelésórájukon Kevin rögtön a Sintérfiúk áldozata lesz, amikor egy kosárlabdát nekihajítva felborítják. Amikor az órára visszaérkező tanáruk megkérdi, ki borította fel Kevint, Penge, a Sintérfiúk főkolomposa Maxre fogja. Max nem tud kiállni magáért, így a tanár Pengének hisz, és Max az igazgatónő irodájába kerül. 
Később, mivel Max teljesítménye az olvasás terén továbbra is gyenge, az irodalomtanárnő egy új tanárra bízza: Kevinre. Az olvasmány, aminek segítségével meg akarja tanítani Maxet olvasni, Artúr király kalandjai. Az órák során összebarátkoznak, és Kevin többször megkérdi Maxet, miért nem tudott kiállni magáért, Max szerint azonban nincs meg a kellő határozottsága. Kiderül, hogy igen sok dologban egyeznek. Mindkettejüket kiközösítették a korábbi iskoláikban is, és mindkettejük az apjuk nélkül nőtt fel. Egy alkalommal kimennek egy szabadtéri esti vásárra, hogy megcsodáljanak egy tűzijátékot, az igen alacsony Kevin azonban semmit sem látna a felé tornyosuló felnőttek miatt. Ezért a nagydarab Max felveszi kis barátját a nyakába, aki így már látja a gyönyörű tűzijátékot. Nem sokkal ezután viszont Max meglátja a Sintérfiúkat, akik láthatóan részegen mindenkibe belekötnek, mind a vásári játékokon szórakozó gyerekekbe, mind a felnőttekbe. Tudja jól, velük sem lesznek kíméletesek, így Kevinnel együtt kifelé indulnának a búcsúból, azonban Penge észreveszi őket és a szolgáival együtt utoléri őket. Kevin kreténnek nevezi Pengét, aki erre rájuk uszítja a bandáját. Kevin ekkor, Max nyakában ülve, a fiú agyává válik, és az instrukcióinak megfelelően igyekeznek a búcsún túli területre távozni, el a Sintérfiúk elől. Egy mocsaras tó partjára érnek, a fiúk azonban ismét utolérik őket. Max Kevin irányításának megfelelően, félelmét legyőzve belegázol a tóba és egészen a közepéig megy, a bandából ketten azonban így is utánuk iramodnak. Ekkor azonban megérkezik a rendőrség, feloszlatja a kamaszbandát, és hazaviszi a két fiút. Bár Nama és Napa igen riadtan fogadják a Maxet hazahozó rendőrtisztet, a férfi elmondja, hogy Max hőstettet hajtott végre, mivel megmentette Kevint.
A két fiú rájön, hogy így, hogy Max a tulajdonképpeni cselekvő test, Kevin, becenevén Nyomi, pedig az elme, tökéletesen kiegészítik egymást, a fogyatékosságuk nem korlátozza őket. Egyik nap hatalmas sétát tesznek a belvárosban, s az egyik gyorsétteremből elzavarnak egy, a barátnőjét fenyegető részeges férfit, amiért az étterem pultosa ingyen rendeléssel jutalmazza őket. A séta közben Nyomi felfedezi, hogy az egyik sikátorban, egy víznyelő fedelű csapadékvíz-aknában egy női pénztárca hever. Aznap este meggyőzi Maxet, hogy menjenek vissza oda és szabadítsák ki az erszényt, majd ha van benne név, adják vissza azt a tulajdonosának. Kevin a felszerelése segítségével felnyitja a fedlapot, Max pedig lemászik az aknába és felhozza a tárcát, amely a benne lévő címke alapján Loretta Lee tulajdona. Ekkor azonban megérkeznek motoron ülve a Sintérfiúk, mint kiderül, csapdát állítottak a fiúknak és ők dobták be oda a pénztárcát. Baseballütőkkel és vasrudakkal a kezükben fenyegetni kezdik Maxet és Nyomit, mondván, vissza kell adniuk nekik a tárcát. Max azonban a sarkára áll, és mikor a Sintérfiúk egyike lesújtana az ütőjével, Max a vas aknafedlapot pajzsként használva megvédi magát és komáját a csapástól. Pengéék megrettennek a Maxba költözött önbizalomtól és harciasságtól, és menekülőre fogják, bár Max egy utolsó figyelmeztetésként feléjük hajítja az aknafedlapot. Ezt követően úgy döntenek, megkeresik a bizonyos Lorettát a címkén lévő lakcímén és visszaadják neki a négyszáz dollárt rejtő pénztárcát.
Már nappal van, amikor megérkeznek a New Testament nevet viselő, igen lelakott társasházakból álló lakótelepre, és megtalálják a Lee lakást. Azon bekopogva Loretta nyit nekik ajtót, akinek visszaadják az erszényét, majd a nő be is invitálja őket, hogy bemutassa őket férjének, Iggynek. A házaspárról egyrészt kiderül, hogy kissé viharos viszonyban állnak egymással és alkoholisták, valamint hogy ismerik Kenny Kanet, Max apját. Iggy és Kenny annak idején együtt ültek a langfordi börtönben és utána is jó barátok maradtak. Már kisgyermekkorában is ismerték Maxet, valamint figyelték Kenny bírósági tárgyalását, amikor Max a tanúk padján ült és képtelen volt megszólalni. Max nem bírja tovább a régi emlékek felidézését és az ajtó zárját széttörve elmenekül a lakásból, Kevin pedig utána megy. Bár Maxnek elment a kedve a lovagos játéktól a felidéződött szörnyű emlékek miatt, Kevin meggyőzi, hogy ahogy ő sem hasonlít az apjára – Gwen férje lelépett, amikor megtudta, hogy fiának születési rendellenessége van –, úgy Max sem lesz olyan ember, mint az apja. Ezt követően a történelmi múzeumba mennek, ahol a lovagi felszereléseket megcsodálva újfent felidézik Artúr király történeteit. Másnap visszatérnek az iskolába, ahol bár a testnevelőtanáruk elsőre nem engedélyezi, hogy Kevin Max nyakában ülve részt vegyen a sportfoglalkozáson, Gwen beszél az igazgatónővel, mondván Max megadta azt a lehetőséget a fiának, hogy a többiekkel együtt sportolhasson. Meggyőzi az igazgatót, aki így engedélyezteti Kevin részvételét az órán. Az óra igen jó hangulatban telik, Kevin újfent az eszét használja, s így Maxszel együtt remek eredményeket érnek el. 
Másnap reggel Max nagyszülei postai levelet kapnak a langfordi börtönből, miszerint Kenny Kanet jó magaviselete miatt kiengedték, bár felügyelőtisztjénél folyamatosan jelentkeznie kell és nem mehet sem a nagyszülők háza, sem pedig Max százötven méteres körzetébe. Eközben az iskolában az igazgatónő a dolgozószobájába hívatja Maxet és neki is elmondja ezeket a fejleményeket, mire Max kétségbeesetten üvöltözni és ellenkezni kezd, majd elrohan az irodából. Annak idején, mikor még kisgyermek volt, szemtanúja volt, ahogyan az apja megfojtja az anyját, és erre a mai napig tökéletesen emlékszik. Ezután otthon Napa kitisztítja a régi duplacsövű puskáját és a töltényeit is összegyűjti, felesége azonban azt mondja, nem tűri meg a fegyvert a házban. Napa azonban hajthatatlan, nem bízik a törvény és az igazságszolgáltatás erejében, lévén Kennynek elvileg harminc évet kellett volna ülnie a börtönben, azonban most kilenc év után mégis szabadon engedték, és semmi nem garantálja, hogy nem fog a közelükbe jönni. Megesküszik, hogyha beteszi a lábát a házba, vagy bármelyikőjük közelébe jön, azonnal le fogja lőni Kennyt. Nama azonban meggyőzi, hogy ami a lányukból megmaradt, az mind ott van Maxben, és nem hagyhatják, hogy a gyűlölet gyökeret verjen ebben a házban. Max hallja ezt és a pincében lévő lakrészében csendesen sír a kilátástalan helyzetük és apja visszatérése miatt.
A következő napon, miközben az iskolai menzán bolognai spagettit ebédelnek, Kevin az étellel játszik és így szórakoztatja az osztálytársait, azonban mikor egy pillanatra nem figyel, a szájában lévő nagyadag tészta cigányútra megy, és a fiú elveszti az eszméletét. Max segítségért kiált, az ebédlőben lévő tanárok kihívják a mentőt, Kevint kórházba szállítják. Max is meglátogatja őt, és igencsak megkönnyebbül, mikor Kevin magához tér, és hogy továbbra is jókedvű. Eközben viszont Kevin orvosa négyszemközti beszélgetésre hívja Gwent, és egy borzasztó hírt közöl vele. A Morquio-szindrómája ugyanis felgyorsult, olyan sok percen keresztül nem kapott levegőt a fiú, hogy az oxigénhiányos vér kárt okozott az idegszövetében, és a csontok növekedése megállt, míg a belső szervek növekedése zavartalanul folytatódik tovább. Gwen megkérdi, mennyi ideje maradt Kevinnek, mire az orvos azt mondja, bár nem szakértője a betegségnek, körülbelül egy éve lehet hátra. Bár Max előtt sem tudja leplezni összetörtségét és elfojtani a sírását, azt nem mondja el a fiúnak, amit az orvostól hallott. Két hét múlva Kevin hazatérhet, majd rögtön utána Maxszel együtt sétát tesznek, ezúttal egy egészségügyi létesítményhez. Kevin elmondása szerint hamarosan létrehoznak neki egy robotikus testet és abban él majd tovább. Pár nappal később Max az iskolaudvaron kosárra dob, amikor hallja, hogy a Sintérfiúk az épületben a "Gyilkos Kane, Gyilkos Kane, apja fia, tökfejként!" mantrát éneklik, ami miatt teljesen összetörik. Otthon a lakrészében fekve továbbra is a fiúk kegyetlen dalolászása jár a fejében és azt a régi fényképet nézi, amelyen az apja, az anyja és a baráti társaságuk, köztük Lorettával és Iggyvel, Max második születésnapját ünneplik egy étteremben. Nama lejön hozzá, Max pedig sírva elmondja neki, hogy hiába csinál ő bármit, amikor ugyanúgy néz ki és ugyanolyan a hangja, mint az apjának, ő valójában épp olyan, mint az apja. Nama azonban megpróbálja meggyőzni, hogy ő nem Kenny és soha nem is fog olyanná válni, mint ő, lévén az anyja szívét örökölte.
Aznap este a hóvihar miatti széljárás miatt Max nyugtalanul alszik és még álmában is kísérti az a bizonyos fénykép, valamint villanásnyi emlékek abból az éttermi ünneplésből, amint apja a barátaival koccint és anyja is még élettel telve, nevetve társalog a többiekkel. Felébred, és vele szemben az ablak mellett az apja halvány árnyékát véli felfedezni, mire azonban rémülten felül, már senki nem áll a falnál. Megkönnyebbülten visszafekszik, mire egy erős kéz leszorítja a száját, és apja, Kenny felé hajol, felfedve, hogy ígéretéhez híven visszajött érte. Kiviszi Maxet a házból és feltör egy kocsit, majd a havas éjszakában útnak indulnak a városon át. Gyilkos Kane úgy tesz, mintha semmi sem történt volna, megkérdi a fiát, megkapta-e az általa küldött karácsonyi ajándékokat az elmúlt években, majd azt mondja, még be kell nézzenek az egyik régi barátjához. A rendőrök ezalatt kiérkeznek a nagyszülők házához, hogy elmondják, Kenny nem jelentkezett a felügyelőtisztjénél, ezért fokozottan figyeljenek a házuk körül. Napa rájön, hogy Maxnek nyoma veszett. Kevin látja az ablakból a rendőröket és átlopakodik a szomszéd lakásba, ahol a pincében felfedezi a Max szüleit és baráti társaságukat ábrázoló fényképet, majd a ház mellett a betört autóablakból származó üvegcserepeket a hóban, és kikövetkezteti, hogy Kenny Loretta és Iggy lakótelepi lakásához viszi Maxet.
Csakugyan így történik, Kenny a Lee lakáshoz hajt Maxszel, ahol Iggy nyit nekik ajtót, majd Kenny betuszkulja a félelemtől béna Maxet a lakásba. Leülteti egy székre, majd elővigyázatosságból hozzákötözi a radiátorhoz, ezután megkérdi a fiát, elhiszi-e neki, hogy nem ő ölte meg az anyját, mire Max félelemből igent felel, így Kenny nem vizslatja tovább. Eközben Kevin szintén elköt egy kocsit és a mankói segítségével irányítva a pedálokat, a New Testament felé indul. Nem sokkal a cél előtt azonban véletlenül egy építés alatt álló útszakaszra téved, ahol egy forgalomelterelő táblánák ütközik. Mivel látja, hogy autóval nemigen tud tovább hajtani a társasházi negyedhez, ellenben egy bokros-susnyás, lejtős területen át nincs messze, így a terelőtábla egy letört, ívesre deformálódott tartozékát szánkónak használja, a hozzá tartozó figyelmeztető sárga villogót pedig fejlámpaként a téli sapkájára illeszti. Mankói segítségével legurítja magát domboldalról, s bár az egyik sétabotját kénytelen a kiindulóponton hagyni, a lesiklás után megérkezve pedig nagyot puffan a hóban, sikeresen megérkezik a lakótelep széléhez. Eközben Iggy távozik a lakásból, és Loretta csenget be a Kennyékhez, mondván hozott nekik pizzát amolyan karácsonyi vacsoraként. Amikor azonban észreveszi a radiátorhoz kötözött Maxet, Kenny pillanatnyi figyelmetlenségét kihasználva egy ollót nyom Max kezébe, majd időhúzásként megpróbálja feleleveníteni Kennyben a régi barátságuk emlékeit. Kenny azonban türelmetlen és mihamarabb meg akar szabadulni a bosszantó Lorettától, aki aduászként végül elmeséli neki, hogyan hozta vissza Max és a kis barátja a pénztárcáját.
Míg Kevin megérkezik a kérdéses társasházhoz, Maxet faggatni kezdi az apja, ki is az a titokzatos kripli srác, akivel eljött ebbe a lakásba. Max elmondja, hogy a barátja, de ennél többet nem mond. Eközben Kevin már a lakás előtti folyosón jár, mire egy pizsamás kislány észreveszi őt, s a fiú ad neki egy papírcetlit, mondván, hívja ki a rendőrséget. Közben, immár a folyosón is hallhatóan, Kenny dühösen vonja kérdőre a fiát, miért nem mondta meg eddig, hogy járt már ebben a lakásban. Max az ijedtségtől kiejti a kezéből az ollót, ami persze nem kerüli el Kenny figyelmét. Rájön, hogy Loretta adta oda az eszközt a fiának, s miután vita robban ki köztük, Kenny hátralöki a nőt egy szekrény mögé és fojtogatni kezdi. Max, aki a radiátor mellől mindennek szemtanúja, újra szembesül az anyja halálának emlékével és a fellobbanó haragtól erőt kapva kirántja a radiátort a helyéről, majd letépi a kezére csavart spárgát. A robajt és a szivárgó vízgőzt hallva Kenny előjön a szekrény mögül, Max pedig szembesíti vele, hogy végignézte és látta, ahogy megöli az anyját, és hogy soha többet nem engedi, hogy elhallgattassa. Egyszerre indulnak az ágyon heverő pisztoly felé, azonban ott dulakodni kezdenek, amit az szakít félbe, hogy Kevin egy vegyszerrel szétlövi a mennyezeti lámpát. Kenny gúnyosan nevet, hogy ez a kis görcs a fia legjobb barátja, Kevin azonban azt mondja, hogy kénsavat lövellő pisztolya van és nem fél használni. Kenny blöfföt kiált, mire Kevin arcon lövi a maró folyadékkal – ami valójában szappan, ecet és bors egyvelege. Gyilkos Kane ezután dühösen rávetné magát, Max azonban az apjának ugrik és az ajtófélfának löki, amitől átmenetileg harcképtelenné teszi, majd felkapja Kevint és oldalt ugorva kitörik a teraszajtó helyére épített gyönge gipszkartonfalat. Kenny utánuk jön, azonban az udvaron már ott áll egy csapat rendőr, akik üldözni kezdik és végül sikeresen elkapják. Miközben Gyilkos Kanet újra letartóztatják, Max még egyszer és utoljára az apja szemébe néz, majd miután Kennyt elvezetik, utána kiált Kevinnel, hogy sem tőle, sem senkitől nem rettennek meg többé.
Gwen megocsátott Kevinnek, amiért engedély nélkül elment hazulról, Gyilkos Kane immáron tényleges életfogytiglant kapott, Max és Kevin története pedig bekerült az újságokba. A történtek miatt a karácsonyi vacsorát egy héttel későbbre halasztották, akkor viszont a két család, Pinnemanék és Dillonék együtt ünnepelnek. A vacsora végén Kevin egy könyvet ad Maxnek, amely a "Nyomi, az óriás" címet viseli, azonban a könyv minden lapja üres. Kevin arra biztatja Maxet, hogy használja a képzeletét és az eszébe jutó képeket öntse mondatokba, írja meg ő ezt a könyvet. Ezután elbúcsúznak egymástól. Aznap éjjel egy mentőautó áll meg a Dillon lakás előtt, másnap reggel pedig Nama elmondja az ébredő Maxnek, hogy Kevin álmában elhunyt. A fiú a mentő után fut, és mikor dörömbölni kezd a hátsó ajtaján, Gwen nyitja ki, mondván, Kevin sajnos tudta, hogy nem fog sokáig élni, és hogy egyszerűen az történt, hogy a szíve túl nagy lett a testéhez képest. Max összezavarodva a Kevin által korábban mutatott egészségügyi létesítményhez siet, ahol szembesül vele, hogy az épületben valójában nem kutatóintézet, hanem egy kórházi mosoda működik. 
Ezt követően Max napokig a pincébe zárkózik, Kevin temetésére sem megy el. Időnként Napa azzal fenyegetőzik, hogy betöri az ajtót, de nem teszi meg, és hiába próbálják kihívni Maxet, egyikőjüknek sem akar kilépni a szobájából. Végül azonban nem halogathatja tovább az iskolába való visszatérést. Egyik nap a buszmegállóban várakozva Loretta melléül, és megkérdi, mit csinál mostanában Max, mire a fiú azt mondja, semmit sem. Loretta azt tanácsolja erre, hogy gondolja meg. Az iskolában Max teljesítménye az irodalomórán sokat javul és igen intelligensen von le következtetéseket a valóélet és az irodalmi művek történései között. Egyszer a pincében megtalálja a Kevintől kapott könyvet, és bár kezdetben fogalma sincs, mit írjon bele, végül úgy dönt, hogy leírja mindazt a sok kalandot, amit együtt átéltek.

## Szereplők
| Szerep                              | Színész            | Magyar hangja (1. szinkron, 1999) |
| ----------------------------------- | ------------------ | --------------------------------- |
| Maxwell „Max” Kane                  | Elden Henson       | Minárovits Péter                  |
| Kevin „Nyomi” Dillon                | Kieran Culkin      | Kováts Dániel                     |
| Gwen Dillon                         | Sharon Stone       | Orosz Helga                       |
| Susan Pinneman / Nama               | Gena Rowlands      | Dallos Szilvia                    |
| Elton Pinneman / Napa               | Harry Dean Stanton | Rudas István                      |
| Loretta Lee                         | Gillian Anderson   | Keönch Anna                       |
| Iggy Lee                            | Meat Loaf          | Lesznek Tibor                     |
| Kenneth „Kenny” Kane / Gyilkos Kane | James Gandolfini   | Horányi László                    |
| Penge                               | Joseph Perrino     | Hamvas Dániel                     |
| Mrs. Addison, igazgatónő            | Jenifer Lewis      | Makay Andrea                      |

### Magyar változat
A szinkront az UIP-Dunafilm megbízásából a Balog Mix Stúdió készítette 1998-ban. Videókazettán forgalmazta az UIP-Dunafilm.
- Magyar szöveg: Nevelős Zoltán
- Hangmérnök: Steiner András
- Vágó: Kocsis Éva
- Gyártásvezető: Miklai Mária
- Szinkronrendező: Kiss Lajos
- Cím, stáblista felolvasása: Kovács M. István

## Fogadtatás
A film általánosságban pozitív fogadtatásban részesült, a Rotten Tomatoeson 75%-on áll 40 kritikus értékelése alapján.

### Díjak és jelölések
| Díj              | Kategória                  | Jelölt       | Eredmény |
| ---------------- | -------------------------- | ------------ | -------- |
| Golden Globe-díj | Legjobb női mellékszereplő | Sharon Stone | Jelölve  |
| Golden Globe-díj | Legjobb eredeti filmzene   | The Mighty   | Jelölve  |